# ITunes
iTunes je multimedijski predvajalnik in medijska knjižnica, ki ga je razvilo podjetje Apple Inc. Uporablja se za predvajanje, shranjevanje in organiziranje digitalnih audio in video posnetkov na osebnem računalniku, ki delujejo na operacijskem sistemu OS X in na iOS napravah kot so iPod, iPhone in iPad.